# Bibeloversættelse
|  | For en liste over oversættelser til dansk, se Danske bibeloversættelser. |
Bibeloversættelse er gengivelse af de bibelske skrifter på et andet sprog. Kristendommen har ment, det er vigtigt at oversætte de hellige skrifter, og det er gjort gennem hele kirkehistorien. I det sidste århundrede er oversættelse intensiveret så meget, at de allerfleste i dag kan læse Bibelen på et sprog, de forstår. Statistikken fra 2008 angiver, at ca. 450 sprog har hele bibelen, ca. 1170 flere har NT, og yderligere ca. 850 har en bibeldel. Af verdens godt 6900 sprog, er der ca. 2300, som ikke har en del af bibelen oversat.

## Historie
Den første bibeloversættelse er den græske oversættelse af den jødiske bibel i det 2. århundrede f.Kr. Den kaldes Septuaginta. Den jødiske bibel, de kristnes Gamle Testamente, er skrevet på hebraisk, men blev indtil renæssancen læst på græsk eller latin. Det Nye Testamente blev skrevet på græsk og kunne læses i den østromerske kirke. I den romersk katolske kirke er Hieronimus' latinske bibeloversættelse "Vulgata" den officielle kirkebibel. I Danmark blev den brugt indtil reformationen. 
Med reformationen og bibelhumanismen blev ønsket om bibeloversættelser for almindelige mennesker tydelig, og Luther oversatte Bibelen til hverdagstysk i 1522 tidligt under reformationen. Siden blev Bibelen oversat til alle sprog i de reformerede lande. Da missionsforståelsen voksede, og flere europæiske missionærer blev sendt ud til andre kontinenter, var oversættelsesarbejdet en naturlig del af missionsindsatsen. 
Inden for de seneste år har der været en målrettet indsats for at oversætte bibelen til så mange sprog, at hele verden kan læse Bibelen på et sprog, de forstår. Det mål er snart nået.
Der kommer jævnligt nye oversættelser af Bibelen, da sprog hele tiden ændrer sig, og der derfor er brug for en modernisering af oversættelsen. Det sker hovedsageligt ved at gå tilbage til hhv. hebraisk og græsk. Sprogvidenskaben har udviklet sig i de sidste 60 år, og det har påvirket  oversættelserne.

## Oversættelsesteori
En oversættelse er aldrig fejlfri eller perfekt, og det er altid nødvendigt at afveje forskellige hensyn mod hinanden. Hovedspørgsmålet er, om en bibeloversætter kan anvende ord og udtryk, som ikke indgår i almindeligt ordforråd, eller om Bibelen skal oversættes, så den forstås af enhver.
Der er to retninger:

### Den konkordante oversættelse
At oversætte konkordant betyder, at hvert ord eller udtryk gengives på samme måde og så tekstnært som muligt: ord for ord. Det kan give en tung og nogle gange uforståelig oversættelse. Det er lettere at sammenligne de konkordante oversættelser.

### Den idiomatiske oversættelse
Den idiomatiske oversættelse lægger vægt på forståeligheden. Uanset hvor tekstnær en bibeloversættelse er, hjælper det ikke, hvis læseren misforstår teksten pga. mangel på kulturel og sproglig relevans. Meningen må fremgå. Problemet med denne oversættelse er, at læseren bliver afhængig af oversætterens forståelse og fortolkning af teksten.

### Bibeloversættelser i dag
De fleste moderne Bibler ligger normalt et sted mellem disse to yderpunkter, men med forskellig prioritering. 
Ved en ny oversættelse tages der hensyn til oversættelsestraditionen. Når Bibelen først er oversat, er der grundlagt en vigtig tradition. Bibelens ord og udtryk lever i den kristnes sind og tanke og i kirkens liturgi, salmer, bønner osv.
Martin Luther skriver om de tanker, han gjorde sig i sit arbejde med at oversætte Bibelen til tysk:
"På den anden side har jeg ikke været alt for fri, når det gælder at lade bogstaven fare. Sammen med mine hjælpere har jeg tværtimod med stor omhu taget hensyn til den. Hvor det for eksempel har været af særlig betydning, har jeg bevaret den bogstavelige ordlyd og ikke taget mig nogen frihed her. … Men jeg har hellere villet bryde med det tyske sprog end at vige fra ordlyden her." — Martin Luthers Vom Dolmetschen (om tolkning, oversættelse)

## Bibeloversættelser

### Tekstversioner der oversættes fra
- Biblia Hebraica Stuttgartensia (GT)
- Novum Testamentum Graece (NT)

### Historiske oversættelser
- Septuaginta,
- Vulgata,
- Luthers bibeloversættelse (1522),
- Tyndale – engelsk oversættelse af NT (1526),
- Geneva Bible (1560),
- King James Version (1611)

### Danske oversættelser
De første danske oversættelser af hele Bibelen er fra 1480. 
Se den uddybende artikel Danske bibeloversættelser.